# Ctrl
Ctrl (сокращение от англ. Control Characters, произносится [kən'trοʊl], на клавиатурах, производившихся в СCСР, могла обозначаться как «УПР», «УС», «СУ» — управляющие символы) — клавиша на клавиатуре компьютера, обычно используемая как клавиша-модификатор. Изначально появилась на телетайпах и видеотерминалах для ввода управляющих символов (отсюда и название) — на многих терминалах эта клавиша просто сбрасывала в «0» бит № 6 в коде передаваемой клавиши, что позволяло вводить символы из области 00-1F, недоступные при вводе напрямую.
В персональных компьютерах эта клавиша утратила основное значение, превратившись в одну из клавиш-модификаторов, используемых для сочетаний клавиш, но в том же значении продолжает использоваться в эмуляторах терминала. Также она может использоваться и как обычная клавиша, например в играх на неё может быть назначена функция стрельбы — в современных клавиатурах клавиша Ctrl посылает свой скан-код, как и другие клавиши; кроме того, скан-коды левой и правой клавиши Ctrl различаются.
На клавиатурах IBM PC-совместимых компьютеров клавиша Ctrl, как правило, располагается в нижних углах буквенно-цифровой группы клавиш, но изначально она находилась в левой её части, вместо клавиши ⇪ Caps Lock (иногда вместе с ней). При этом многие программы для Unix писались именно под Ctrl в среднем ряду, поэтому многие пользователи Unix-совместимых систем предпочитают менять местами эти клавиши. Производятся клавиатуры, в которых клавиша Ctrl располагается на прежнем месте (например, так сделано в ноутбуках проекта One Laptop per Child и клавиатурах HHKB), а также клавиатуры, в которых эти клавиши можно поменять местами.